# The Destroyer
The Destroyer – album Aleca Empire’a, wydany przez Digital Hardcre Recordings w Europie w 1996 roku i z nieco zmienioną listą utworów dla USA w 1998 roku.

## Spis utworów
1. Intro – 0:21
2. „We All Die!” – 7:07
3. „Suicide” – 4:54
4. „Bang Your Head!” – 5:37
5. „Don't Lie, White Girl!” – 4:35
6. „Fire Bombing” – 4:17
7. „I Just Wanna Destroy...” – 4:51
8. „Bonus Beats” – 4:03
9. „Nobody Gets Out Alive!” – 5:34
10. „My Body Cannot Die” – 4:25
11. „The Peak” – 3:54
12. „Heartbeat That Isn't There” – 3:08
13. „I Don't Care What Happens” – 5:11
14. „My Face Would Crack” – 6:46
15. „Pleasure is Our Business” (na żywo) – 7:42
16. Outro – 0:07

Wydanie amerykańskie
1. „Hard Like It's a Pose” – 5:49 (wydany wcześniej na Funk Riot Beat)
2. „What Are You Talking About” – 5:01 (wydany wcześniej na No Savety Pin Sex E.P.)
3. „Down with the Shit” – 4:51 (wydany wcześniej na Funk Riot Beat)
4. „We All Die!” – 7:07
5. „Suicide” – 4:54
6. „Bang Your Head!” – 5:36
7. „Heartbeat That Isn't There” – 3:06
8. „Nobody Gets Out Alive!” – 5:33
9. „Fire Bombing” – 4:16
10. „The Peak” – 3:56
11. „Bonus Beats” – 4:03
12. „I Don't Care What Happens” – 5:11
13. „My Face Would Crack” – 6:47
14. „Pleasure is Our Business” (na żywo) – 7:39